# Columnea gloriosa
Columnea gloriosa är en tvåhjärtbladig växtart som beskrevs av Thomas Archibald Sprague. Columnea gloriosa ingår i släktet Columnea och familjen Gesneriaceae. Inga underarter finns listade i Catalogue of Life.